# Esmeralda (Río Grande del Sur)

Localización del municipio Esmeralda.

Esmeralda es un municipio brasileño del estado de Rio Grande do Sul.
Se encuentra ubicado a una latitud de 28º03'13" Sur y una longitud de 51º11'25" Oeste, estando a una altitud de 956 metros sobre el nivel del mar. Su población estimada para el año 2004 era de 3.045 habitantes.
Ocupa una superficie de 1282,3 km².
- Datos: Q1803126
- Multimedia: Esmeralda (Rio Grande do Sul) / Q1803126